# كلير ستيفنسون
كلير ستيفنسون (بالإنجليزية: Clare Stevenson)‏ هي ضابطة أسترالية، ولدت في 18 يوليو 1903 في وانجارتا في أستراليا، وتوفيت في 22 أكتوبر 1988 في سيدني في أستراليا.